# Prakash Amritraj
Pour les articles homonymes, voir Amritraj.
Prakash Michael Amritraj, né le 2 octobre 1983 à Los Angeles, est un joueur de tennis indien, professionnel entre 2003 et 2013.
Il est le fils du champion de tennis Vijay Amritraj.

## Carrière
Formé à l'université de Californie du Sud, il devient champion des États-Unis junior en 2002, ce qui lui permet de recevoir des invitations pour de nombreux tournois dont l'US Open qu'il dispute également en double avec son cousin Stephen Amritraj.
Il s'est illustré à sept reprises sur le circuit Challenger en double. En simple, il a remporté quatre tournois Future en Inde et a atteint les finales des tournois Challenger de Ferghana en 2004 et de Forest Hills en 2005.
En 2007, il est quart de finaliste à Newport. Invité pour participer au tournoi l'année suivante, car classé seulement 305e, il se hisse sans trop de mal jusqu'en finale en éliminant qu'un seul joueur du top 100, Frank Dancevic (99e). Il s'incline contre Fabrice Santoro en deux sets (6-3, 7-5).
Régulièrement classé n°1 du tennis indien jusqu'en 2008, il se blesse au poignet lors du tournoi de Pékin en 2010 et décide de mettre sa carrière entre parenthèses. Il n'est de retour sur les courts que deux ans plus tard. En 2013, il passe un tour à Chennai et Newport puis met un terme à sa carrière au mois de juillet en raison d'une opération à l'épaule.
Il a joué à dix reprises pour l'équipe d'Inde de Coupe Davis et notamment en barrages du Groupe Mondial en 2005 et 2008.
Reconverti dans le milieu du cinéma, de la télévision et du culturisme, il est présentateur pour Tennis Channel depuis 2019 et chroniqueur pour GQ India. Il est président de la société de production Sterling Road Films.

## Palmarès

### Finale en simple messieurs
| No | Date       | Nom et lieu du tournoi                              | Catégorie   | Dotation  | Surface      | Vainqueur       | Score    |          |
| -- | ---------- | --------------------------------------------------- | ----------- | --------- | ------------ | --------------- | -------- | -------- |
| 1  | 07-07-2008 | Campbell’s Hall of Fame Championships, Newport (RI) | Int' Series | 360 000 $ | Gazon (ext.) | Fabrice Santoro | 6-3, 7-5 | Parcours |

### Finale en double messieurs
| No | Date       | Nom et lieu du tournoi | Catégorie   | Dotation  | Surface    | Vainqueurs                | Partenaire    | Score    |          |
| -- | ---------- | ---------------------- | ----------- | --------- | ---------- | ------------------------- | ------------- | -------- | -------- |
| 1  | 02-01-2006 | Chennai Open Chennai   | Int' Series | 355 000 $ | Dur (ext.) | Michal Mertiňák Petr Pála | Rohan Bopanna | 6-2, 7-5 | Parcours |

## Parcours dans les tournois duGrand Chelem

### En simple
| Année | Open d'Australie | Open d'Australie | Internationaux de France | Internationaux de France | Wimbledon | Wimbledon | US Open         | US Open       |
| ----- | ---------------- | ---------------- | ------------------------ | ------------------------ | --------- | --------- | --------------- | ------------- |
| 2002  | —                | —                | —                        | —                        | —         | —         | 1er tour (1/64) | P. Srichaphan |

N.B. : à droite du résultat se trouve le nom de l'ultime adversaire.

### En double
| Année | Open d'Australie            | Open d'Australie     | Internationaux de France | Internationaux de France | Wimbledon                      | Wimbledon              | US Open                     | US Open              |
| ----- | --------------------------- | -------------------- | ------------------------ | ------------------------ | ------------------------------ | ---------------------- | --------------------------- | -------------------- |
| 2002  | —                           | —                    | —                        | —                        | —                              | —                      | 1er tour (1/32) S. Amritraj | F. Čermák O. Fukárek |
| 2004  | 1er tour (1/32) Lee H-t.    | W. Ferreira R. Leach | —                        | —                        | —                              | —                      | —                           | —                    |
| 2009  | —                           | —                    | —                        | —                        | 1/8 de finale A.-U.-H. Qureshi | M. Bhupathi M. Knowles | —                           | —                    |
| 2010  | 2e tour (1/16) S. Devvarman | S. Aspelin P. Hanley | —                        | —                        | —                              | —                      | —                           | —                    |

N.B. : le nom du ou de la partenaire se trouve sous le résultat ; le nom des ultimes adversaires se trouve à droite.

## Filmographie

### Comme acteur
- 2012 : The Polterguys de Thomas Whelan : Habib
- 2013 : Walk-ins Welcome (court-métrage) de Tim Nichols : Charles
- 2018 : Untogether (en) d'Emma Forrest (en) : Sevan
- 2019 : Famous Adjacent (court-métrage) de Lee Cipolla : Prakash

### Comme producteur
- 2018 : Untogether d'Emma Forrest (producteur exécutif)
- 2019 : Évasion 3 : The Extractors de John Herzfeld (coproducteur exécutif)